# 安岡正美
安岡 正美（やすおか まさよし、天保6年（1835年） - 慶応4年8月25日（1868年10月10日））は、江戸時代後期の土佐藩の郷士、勤皇の志士。迅衝隊小軍監。通称は覚之助（かくのすけ）。「皆山堂」と号した。

## 来歴

### 生い立ち
天保6年（1835年）、土佐藩郷士・安岡正理（文助）の長男として土佐国香美郡山北村（現 高知県香南市香我美町山北）に生まれる。母は藤田柳蔵の娘・みつ。幼少より学才があり、文武の業を修め、砲術を学ぶ。さらに長崎に留学し、蘭学・兵学・地理学を習得して帰国する。

### 土佐勤王党結成以降
文久元年（1861年）、武市瑞山が一藩勤皇を掲げて土佐勤王党を結成すると、正美もこれに加わり瑞山を助けて奔走した。しかし、徳川恩顧の土佐藩は、藩論の主流は佐幕にあり、公議政体論を唱える参政・吉田東洋とは意見が合わず、土佐勤王党では瑞山・河野万寿弥・弘瀬健太らが密議して吉田東洋の暗殺を策し、文久2年（1862年）4月8日にこの暴挙を決行して、藩政から東洋派の新おこぜ組に属する福岡孝茂（宮内）や真辺正心（栄三郎）、後藤象二郎らを失脚せしめた。
しかし、文久3年（1863年）9月21日、事態が露見して急進的に武力討幕を目指す土佐勤王党は危険視され、武市瑞山が捕縛され、勤王党の同志も多く捕えられ、翌年の慶応元年（1865年）には正美もついに獄に投ぜられ、同年閏5月11日に瑞山が切腹すると、正美や島村雅事・河野万寿弥らは「永牢（終身禁固刑）」を仰せ付けられた。

### 薩土討幕の密約以降
慶応3年（1867年）5月、江戸でオランダ式騎兵学を学んでいた乾退助は、山内容堂に随行して土佐に帰藩の途中の京都で、中岡慎太郎からの決死の覚悟の手紙受け取り感銘を受ける。5月18日、京都の料亭「近安楼」で乾退助は中岡慎太郎と時勢について会談し、続く5月21日、中岡の仲介で乾は、土佐藩の谷干城や毛利恭助らと共に、薩摩藩の西郷吉之助・吉井幸輔らと薩摩藩士・小松帯刀邸で密談を行い薩土密約を結び、これを翌22日に山内容堂に報告し、軍制改革を行う旨の同意をとりつけ、大坂で武器を買いつけて帰藩した。
乾は土佐に戻るや兵制改革に着手し、弓隊を廃して砲術隊を組織して、藩論を武力による勤王討幕にまとめ、さらに佐々木高行らの努力によって遂に藩庁を動かして、安岡や島村雅事ら旧土佐勤王党員らを釈放させた。

### 戊辰戦争で活躍
戊辰戦争では旧勤王党の同志らとともに錦旗の下、土佐藩東征軍の主力部隊である迅衝隊の小軍監に任ぜられ各地を転戦するも、慶応4年（1868年）8月25日、会津戦争で討死した。享年34。
明治31年（1898年）、特旨を以って正五位を贈位される。御霊は高知縣護國神社・靖国神社に祀られ、墓は会津若松市の東明寺にある。

## 家族
- 祖父：安岡正雄（広助）
- 父：安岡正理（文助）
- 弟：安岡正定（嘉助）：吉田東洋暗殺後、大和義挙に参戦
- 弟：安岡道之助（道太郎）：自由民権家